# Súng cồn
Súng cồn là một loại súng thô sơ tự chế bằng vật liệu rẻ tiền và dễ kiếm như các loại ống nước bằng nhựa, IC đánh lửa bằng bếp gas mini hay bật lửa, băng keo đen, keo dán sắt, cồn và bi sắt, một đoạn ống kim loại làm nòng và nam châm cố định viên bi xe đạp.
Súng cồn xuất hiện ở nhiều nơi trên Việt Nam nhất là các địa phương miền núi và nông thôn. Với vật liệu khoảng từ 50.000 - 150.000 đồng là có thể lắp ráp thành 1 khẩu súng hoàn chỉnh (giá thời điểm năm 2016).

## Nguyên lý hoạt động
Nhờ IC đánh lửa, cồn trong súng bị cháy tạo áp suất đẩy đạn bi ra khỏi nòng súng. Tốc độ đạn bay xấp xỉ 80–100 m/s. Tầm bắn chính xác khoảng 10-30m. Tầm bắn xa nhất với góc 30° khoảng 100m. Đối với súng trung bình yếu, súng cồn làm bằng các loại bầu phi 90 và tỉ lệ buồng đốt hợp lý cộng  nòng súng dài và khít đạn có thể cho tốc độ đạn cao 150 m/s. Bắn mạnh nhất trong khoảng 23-28 °C. Nóng quá hoặc lạnh quá đều bắn yếu thậm chí không nổ

## Sử dụng
Để sử dụng người dùng chỉ cần cho cồn vào khoang chứa khí, thổi nhẹ 1 ít hơi vào rồi đóng nắp lại - tiếp đó bi sắt làm đạn được nhét vào nòng súng, ở cuối nòng có nam châm sẽ hút lấy viên bi tạo nên chiếc van kín giữa báng súng và nòng súng.
Khi bóp cò IC đánh lửa hoạt động sẽ đốt cháy cồn trong buồng đốt tạo nên sức nén khí đốt tống viên đạn bi sắt ra khỏi nòng súng, có sức mạnh ngang ngửa với các loại súng hơi loại 8 kg trở xuống và yếu hơn rất nhiều các loại súng thể thao hiện nay.
Ngoài ra người ta còn có thể gắn thêm ống bơm hơi vào súng. Khi bơm không khí sẽ được đưa vào buồng đốt để đẩy khí CO2 và cung cấp O2 cho lần bắn kế tiếp, vì vậy không cần mở buồng đốt để tiếp cồn và thổi hơi sau mỗi phát bắn nên tốc độ bắn cũng tăng lên.

## Một số đặc điểm khác
Do là súng tự chế nên độ chuẩn xác không cao, bắn rất dễ lạc đạn.
Vì rơ le điện ở cò rất dễ chập nên súng hay cướp cò. Nhiều khi vừa bỏ đạn vào nòng, chưa kịp ngắm bắn thì súng đã nổ.
Nếu nắp đậy ở báng súng vặn không chặt, khi hơi nén tăng cao, chiếc nắp sẽ bung ra, cháy vai, cháy lưng là khó tránh khỏi.
Cũng chính vì đơn giản, rẻ tiền, vật liệu dễ kiếm, dễ chế tạo nên nhiều thanh thiếu niên đã lén lút tự làm cho mình một khẩu súng. Còn ai muốn mua thì giá cũng "bình dân" từ 200 đến 300 nghìn đồng/khẩu.
Khó có thể bị phát hiện khi sử dụng súng cồn vì chỉ cần tháo rời các bộ phận của ống nước ra thì cho dù có bị bắt cũng không thể quy tội " chế tạo, sử dụng vũ khí ".